# 紀元前393年
紀元前393年（きげんぜん393ねん）は、ローマ暦の年である。
当時は、「ポプリコラとコルネリウスが共和政ローマ執政官に就任した年」として知られていた（もしくは、それほど使われてはいないが、ローマ建国紀元361年）。紀年法として西暦（キリスト紀元）がヨーロッパで広く普及した中世時代初期以降、この年は紀元前393年と表記されるのが一般的となった。

## 他の紀年法
- 干支 : 戊子
- 日本
  - 皇紀268年
  - 孝昭天皇83年
- 中国
  - 周 - 安王9年
  - 秦 - 恵公7年
  - 晋 - 烈公23年
  - 楚 - 悼王9年
  - 斉 - 康公12年
  - 燕 - 簡公22年
  - 趙 - 武公7年
  - 魏 - 武侯3年
  - 韓 - 烈侯7年
- 朝鮮
  - 檀紀1941年
- ベトナム :
- 仏滅紀元 : 152年
- ユダヤ暦 :

## できごと

### ギリシア
- コリントス戦争（紀元前395年 - 紀元前387年）
  - アテナイの将軍コノンとアケメネス朝ペルシア帝国のサトラップ（太守）ファルナバゾス2世は、ギリシア本土に向かい、ラコニアの沿岸を襲撃し、キュテーラ島を占領し、守備隊とアテナイ人の総督を置いた。
  - ファルナバゾスは、相当の資金と艦隊の大部分をコノンに与えてアッティケーへ派遣し、前年にトラスブロス (Thrasybulus) が始めた、アテナイからピレウスまでを結ぶ長城の再建に参加させた。この建設は、程なくして完工し、アテナイはこれによる防衛態勢の強化をすぐに活かして、スキュロス島、イムブロス島、レムノス島などを制服し、そこにクレルキア（Cleruchy）、すなわち住民がアテナイ市民としての身分を持ったまま移住し、政治的自治権を持たない植民都市を建設した。
  - コリントスでは、民主政派と寡頭政派の闘争が始まった。アルゴスに支援された民主政派は、敵対者への一斉攻撃に出て、寡頭政派を都市から追い出した。追い出された者たちは、当時シキュオノス (Sicyon) を拠点としていたスパルタ軍のもとへ向かい、支援を求めた。一方、アテナイとボイオーティアは、民主政派を支援した。
  - スパルタ軍と亡命者たちは、コリンティアコス湾に臨むコリントスの港町レカエウム (Lechaeum) に夜襲をかけてこれを陥れ、翌日になってやってきた敵軍も打ち破った。

### マケドニア王国
- 紀元前399年のアルケラオス1世の死去以来の混乱期を経て、アレクサンドロス1世の曾孫アミュンタス3世 (Amyntas III of Macedon) がマケドニア王となった。

### エジプト
- ネフアアルド1世が死去し、後継にネフアアルド1世の息子ムティス (Muthis) を推す一派とプサムティスを推す一派が争った。この争いにはプサムティスが勝ったが、その統治はこの年のうちに終わりを告げた。
- ハコルは、第29王朝開祖ネフアアルド1世の孫であると自称し、プサムティスから王座を奪い取った。

### 中国
- 魏が鄭を攻める。
- 晋の烈公が薨去し、子の孝公が即位する。

## 死去
- ネフアアルド1世（ギリシャ語名：ネペリテス1世、Nepherites I）- エジプト第29王朝のファラオ（王）
- 烈公 - 晋の君主